# Nina Burger
Nina Burger (Tulln an der Donau, Austria; 27 de diciembre de 1987) es una exfutbolista austríaca que jugaba como delantera para la selección de Austria y para el SC Sand de la Bundesliga Femenina de Alemania.
Antes de comenzar su carrera deportiva, Burger estudió en la academia de policía, desempeñándose desde 2010 y por cinco años como agente de policía en Viena. Empezó su carrera futbolística en el SV Langenrohr. En 2005 debutó con la selección austríaca y fichó por el SV Neulengbach, gran dominador de la liga austriaca, en el que pasó una década. En 2014 jugó cedida en el Houston Dash de la NWSL, y del 2015 al 2019, jugó para el SC Sand de la Bundesliga alemana.
El 1 de abril de 2019, Burger se retiró de la selección austríaca siendo la máxima goleadora en su historia, con 53 goles en 108 partidos.

## Clubes
| Club           | País           | Año         |
| -------------- | -------------- | ----------- |
| SV Neulengbach | Austria        | 2005 - 2014 |
| Houston Dash   | Estados Unidos | 2014        |
| SV Neulengbach | Austria        | 2014 - 2015 |
| SC Sand        | Alemania       | 2015 - 2019 |

## Títulos

### Liga
| Título         | Club           | País    | Temporada   |
| -------------- | -------------- | ------- | ----------- |
| ÖFB-Frauenliga | SV Neulengbach | Austria | 2005 - 2006 |
| ÖFB-Frauenliga | SV Neulengbach | Austria | 2006 - 2007 |
| ÖFB-Frauenliga | SV Neulengbach | Austria | 2007 - 2008 |
| ÖFB-Frauenliga | SV Neulengbach | Austria | 2008 - 2009 |
| ÖFB-Frauenliga | SV Neulengbach | Austria | 2009 - 2010 |
| ÖFB-Frauenliga | SV Neulengbach | Austria | 2010 - 2011 |
| ÖFB-Frauenliga | SV Neulengbach | Austria | 2011 - 2012 |
| ÖFB-Frauenliga | SV Neulengbach | Austria | 2012 - 2013 |
| ÖFB-Frauenliga | SV Neulengbach | Austria | 2013 - 2014 |
| ÖFB-Frauenliga | SV Neulengbach | Austria | 2014 - 2015 |

### Copa
| Título         | Club           | País    | Temporada   |
| -------------- | -------------- | ------- | ----------- |
| ÖFB Ladies Cup | SV Neulengbach | Austria | 2005 - 2006 |
| ÖFB Ladies Cup | SV Neulengbach | Austria | 2006 - 2007 |
| ÖFB Ladies Cup | SV Neulengbach | Austria | 2007 - 2008 |
| ÖFB Ladies Cup | SV Neulengbach | Austria | 2008 - 2009 |
| ÖFB Ladies Cup | SV Neulengbach | Austria | 2009 - 2010 |
| ÖFB Ladies Cup | SV Neulengbach | Austria | 2010 - 2011 |
| ÖFB Ladies Cup | SV Neulengbach | Austria | 2011 - 2012 |

### Campeonatos internacionales
| Título         | Equipo               | Sede   | Año  |
| -------------- | -------------------- | ------ | ---- |
| Copa de Chipre | Selección de Austria | Chipre | 2016 |

### Distinciones individuales
| Distinción                            | Año     |
| ------------------------------------- | ------- |
| Máxima goleadora de la ÖFB-Frauenliga | 2006-07 |
| Máxima goleadora de la ÖFB-Frauenliga | 2007-08 |
| Máxima goleadora de la ÖFB-Frauenliga | 2008-09 |
| Máxima goleadora de la ÖFB-Frauenliga | 2009-10 |
| Máxima goleadora de la ÖFB-Frauenliga | 2010-11 |
| Máxima goleadora de la ÖFB-Frauenliga | 2011-12 |